# Pehr af Lund
Pehr af Lund, född i juli 1736 i Överselö socken, Södermanlands län, död den 30 januari 1806 i Stockholm, var en svensk militär och skriftställare.
Lund blev 1761 löjtnant vid Fribataljonen och utmärkte sig följande året i Pommerska kriget. Han blev sedan löjtnant vid hertig Fredrik Adolfs livregemente (sedermera Änkedrottningens livregemente) och 1770 kapten. Under förberedelserna till 1772 års statsvälvning spelade han en viktig roll i Finland, såsom mellanhand åt Sprengtporten, vilket föranledde hans adlande samma år (han tog dock aldrig introduktion på riddarhuset) och skaffade honom befordran till sekundmajor (1774) och premiärmajor. Några år därefter råkade Lund emellertid i en tvist med kommendanten i Lovisa, överste Jacob Gerner, under det han låg i garnison där, och den därav uppkomna, på sin tid beryktade rättegången slutades med, att Lund 1780 av Krigskollegium dömdes till avsättning från sin majorssyssla, utan rättighet att återfå utgivna ackordssummor, vilken dom genom kungens personliga ingripande stadfästes av justitierevisionen. I en förtvivlad ställning begav han sig då till Stockholm och ägnade sig åt utgivandet av en tidning, som var avsedd att under formen av ironi och allegorier reta och såra kungen och hans omgivning, vilka Lund ansåg som upphov till den över honom fällda domen. Det var Dagbladet Välsignade tryckfriheten, som började utges i mars 1781 och med stigande framgång utkom i tre "skockar" till juli 1783. Det var det första egentliga skandalbladet efter revolutionen 1772. Förbittringen var allmän i de styrande kretsarna; men driven av nöden, enligt vad han själv uppriktigt tillstår, fortsatte Lund sitt både fruktade och föraktade skriftställeri med Tryckfriheten den välsignade, utgiven oktober 1783–april 1784. Utom de brännbara artiklarna, vartill även sådana personer som Sprengtporten och Ehrenström i smyg lämnade bidrag, innehöll tidningen även poetiska bidrag, sammanplockade från flera håll eller insända. Även utgivaren framträdde med en poetisk översättning av Héloïses brev till Abélard, efter Popes Eloisa to Abelard, en tolkning som vittnar om en inte obetydlig talang. Som satiriker hade han redan förut framträtt med den versifierade skämtskriften Något af Stockholmslefnaden afskildradt (1781; ny upplaga 1786). Hans ställning blev emellertid alltmer ohållbar, och slutligen nedlade han, betald av Schröderheim, sitt tidningsskriveri. Kort därefter utgav han en kompilation med den braskande titeln Heroiska gerningar, blodiga händelser, présence d'esprit och subordinationsbrott (1785), men försvinner sedan för några år från Stockholm. Enligt egen uppgift erhöll han av kunglig nåd åter den ackordssumma han utgivit för sin majorssyssla och slog sig med dessa medel ned som lantbrukare "på en vild udde vid vida hafvet". En eldsvåda ödelade där hans egendom, och 1791 uppträdde han åter som litteratör. Han började då utge Fragmenter i särskilte ämnen, vilken samling emellertid avstannade med de första arken och i juli 1792 fortsattes med den nummervis utgivna Välsignade tryckfriheten och Tryckfriheten den välsignade. I denna prisade han den nya tryckfriheten, smickrade hertig Karl, men insmugglade här och där jakobinska uppsatser. Tidningen var matt och upphörde redan i oktober samma år. Som prosaförfattare är Lund en bland de originellare under de år han framträdde. Han skriver häftigt och bittert, men på samma gång med flödande känsla och ganska bitande kvickhet. I viss mån påminner han om Thomas Thorild, utan att han kan sägas vara hans efterhärmare.